# Бановинска женска занатска школа за уметничке радове Ниш
Бановинска женска занатска школа за уметничке радове Ниш, прва је средња уметничка школа у овом граду и једина на простору Југоисточне Србије. Основана је 24. августа 1938. године решењем Моравске бановине. Како је школа основана пред почетак Другог светског рата, њен рад је привремено био обустављен у априлском рату у Србији 1941. године. Да би потом био настављен и за време рата.

## Историјат
Школа је имала ранг непотпуне средње стручне школе, и претходила је оснивању средње стручне школе за примењену уметност у Нишу. Школа је почела са радом 1. септембра 1938. у Бријановој улици бр. 28 (данас Мачванска), да би даљи рад наставила у Лешјаниновој улици бр. 27 .
Бановинска женска занатска школа за уметничке радове на почетку рада имала је само прво разред, а постепено су оснивани и остали.
У ову школу примани су ученице са завршеном женском занатском школом, грађанском школом, а у допуни ученице петог и шестог разреда више народне школе. Школске 1940/41. било је укупно 96 ученица, 17 у првом припремном, 17 у другом припремном, 36 у првом стручном кројачком одсеку, 17 у другом стручном сликарском одсеку, 9 у петом разреду сликарског одсека.

## Значај и задаци школе
Оснивање Бановинске женска занатска школа за уметничке радове Ниш, ликовно стваралоштво у Нишу и Југоаисточној Србији добило је једну изузетно вредну компоненту, која је својим педагошким радом и изложбама ученица школе утицала на све активнији културни живот у граду између два светска рата.
Основни задатак ове средње ликовне школе био је усавршавање полазника у делатностима на уметничкој керамици, радовима у порцелану, стаклу и мозаику, вајарским радовима (камену, дрвету, гипсу), везењу (златом и сребром), сликању порцелана и фајанса и мозаик-радова, чувању и изради народног веза, мотива и народне ношње Србије.
У школи су изучавани и занати који су имали „уметнички карактер”, а били су од важности или значаја за привреду, али и културу становништва Моравске Бановине.

## Педагошки рад
Школа је након свих спроведених припрема, и уписа 23 полазница прве генерације, започела са радом 1. септембра 1938. године. Настава је била организована по одсецима.
Наставу је изводило пет сталних и седам хонорарних професора и стручних учитеља. Поред стално запошљених предавача, наставу су изводили и хонорарно ангажовани нишки сликари и вајари;
- Љубомир Вернер (1898-1955), који је, око годину дана, предавао декоративно сликарство, декоративно вајарство и керамику,
- Риста Отовић, наставник женске гимназије, који је предаво декоративно цртање и цртање у природи,
- Милован Крстић, наставник нишке гимназије, који је предавао декоративно сликарство,
- Векослав Поповић, сликар која је предавала декоративно сликарство
- Клавдија Шерметјева, која је предавала цртање у природи и декоративно цртање).[3]

Највећи број часова одвијао се кроз практични рад. Од општеобразовних предмета учили су се: матерњи језик, немачки језик, математика, народна историја и историја уметности.

## Изложбе
Бановинска женска занатска школа за за уметничке радове Ниш била је организатор изложби ученичких радова 1939. и 1940 године. Ове изложбе су уједно биле и последње ликовне манифестације у граду Нишу до почетка Другог светског рата. С њима је престала сва јавна сликарска активност у Моравској Бановини.